# Acinopterus angulatus
Acinopterus angulatus är en insektsart som beskrevs av Lawson 1922. Acinopterus angulatus ingår i släktet Acinopterus och familjen dvärgstritar. Inga underarter finns listade i Catalogue of Life.